# Agnes van de Palts (1201-1267)

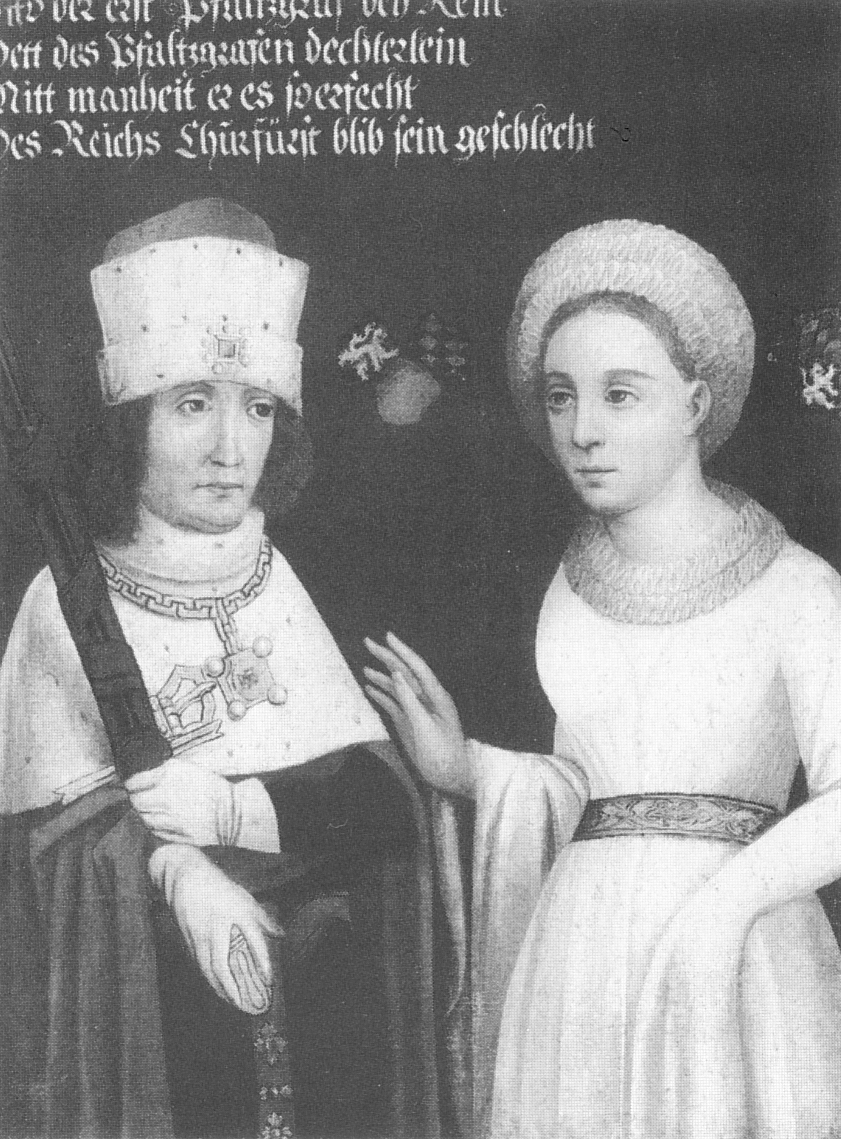
Agnes rechts met haar man Otto.

Agnes van de Palts (1201-1267) was een dochter van Hendrik V van Brunswijk en van Agnes van Staufen.
Zij  was erfgename van de Rijnpalts en huwde in 1222 met hertog Otto II van Beieren. Haar kinderen waren:
- Elisabeth van Beieren (rond 1227-1273), die huwde met koning Koenraad IV van het Heilige Roomse Rijk
- Lodewijk II
- Hendrik XIII
- Sophie van Beieren
- Agnes van Beieren, non in het klooster Seligenthal te Landshut.

## Voorouders
| Voorouders van Agnes van de Palts (1201-1267) | Voorouders van Agnes van de Palts (1201-1267)                       | Voorouders van Agnes van de Palts (1201-1267)                       | Voorouders van Agnes van de Palts (1201-1267)                            | Voorouders van Agnes van de Palts (1201-1267)                            | Voorouders van Agnes van de Palts (1201-1267)                       | Voorouders van Agnes van de Palts (1201-1267)                       | Voorouders van Agnes van de Palts (1201-1267)                       | Voorouders van Agnes van de Palts (1201-1267)                       |
| --------------------------------------------- | ------------------------------------------------------------------- | ------------------------------------------------------------------- | ------------------------------------------------------------------------ | ------------------------------------------------------------------------ | ------------------------------------------------------------------- | ------------------------------------------------------------------- | ------------------------------------------------------------------- | ------------------------------------------------------------------- |
| Overgrootouders                               | Hendrik de Trotse (1108-1139) ∞ Gertrude van Saksen (1115-1143)     | Hendrik de Trotse (1108-1139) ∞ Gertrude van Saksen (1115-1143)     | Hendrik II van Engeland (1133-1189) ∞ Eleonora van Aquitanië (1122-1204) | Hendrik II van Engeland (1133-1189) ∞ Eleonora van Aquitanië (1122-1204) | Frederik II van Zwaben (1090-1147) ∞ Agnes van Saarbrücken (-)      | Frederik II van Zwaben (1090-1147) ∞ Agnes van Saarbrücken (-)      | Berthold I van Henneberg (-) ∞ ? (-)                                | Berthold I van Henneberg (-) ∞ ? (-)                                |
| Grootouders                                   | Hendrik de Leeuw (1129/30-1195) ∞ Mathilde Plantagenet (1156-1189   | Hendrik de Leeuw (1129/30-1195) ∞ Mathilde Plantagenet (1156-1189   | Hendrik de Leeuw (1129/30-1195) ∞ Mathilde Plantagenet (1156-1189        | Hendrik de Leeuw (1129/30-1195) ∞ Mathilde Plantagenet (1156-1189        | Koenraad de Staufer (1134-1195) ∞ Irmingard van Henneberg (-1204)   | Koenraad de Staufer (1134-1195) ∞ Irmingard van Henneberg (-1204)   | Koenraad de Staufer (1134-1195) ∞ Irmingard van Henneberg (-1204)   | Koenraad de Staufer (1134-1195) ∞ Irmingard van Henneberg (-1204)   |
| Ouders                                        | Hendrik V van Brunswijk (1173-1227) ∞ Agnes van Staufen (1177-1204) | Hendrik V van Brunswijk (1173-1227) ∞ Agnes van Staufen (1177-1204) | Hendrik V van Brunswijk (1173-1227) ∞ Agnes van Staufen (1177-1204)      | Hendrik V van Brunswijk (1173-1227) ∞ Agnes van Staufen (1177-1204)      | Hendrik V van Brunswijk (1173-1227) ∞ Agnes van Staufen (1177-1204) | Hendrik V van Brunswijk (1173-1227) ∞ Agnes van Staufen (1177-1204) | Hendrik V van Brunswijk (1173-1227) ∞ Agnes van Staufen (1177-1204) | Hendrik V van Brunswijk (1173-1227) ∞ Agnes van Staufen (1177-1204) |

- Gemeinsame Normdatei: 132272792
- Virtual International Authority File: 15926830